# Alison Bechdel
Alison Bechdel (IPA: /ˈbɛkdəl/), född 10 september 1960 i Lock Haven i Pennsylvania, är en amerikansk serieskapare. Bechdel är bland annat känd för sin tecknade serie Dykes to Watch Out For och har myntat Bechdeltestet.
2006 års självbiografiska serieroman Fun Home (översatt till svenska som Husfrid) utnämndes av Time till en av årets tio bästa böcker. Den blev även en femfaldigt Tony-belönad Broadway-musikal. Senare har Bechdel publicerat Are You My Mother?, The Secret to Superhuman Strength och Spent, vilka även de behandlat Bechdels liv och familjerelationer på ett ärligt men humoristiskt vis.

## Biografi

### Bakgrund
Alison Bechdel föddes i Lock Haven i Pennsylvania och växte upp i Beech Creek, mindre än 10 miles bort. Hennes romersk-katolska föräldrar Helen Augusta (1933–2013) och Bruce Allen Bechdel (1936–1980) var lärare.
Bechdel har två bröder, Bruce "Christian" Bechdel II och John Bechdel (född 1964). Den senare har verkat som keyboardist i musikgrupper som Fear Factory, Ministry, Prong och Killing Joke.
Föräldrarna drev också en begravningsbyrå. Hon studerade på Simon's Rock College (Massachusetts) och därefter på Oberlin College (Ohio), där hon 1981 avlade examen i ateljémåleri och konsthistoria.
Efter att Bechdels var avlidit 1980 sålde hennes mor familjens hus i Beech Creek och flyttade till Bellefonte, en lite större stad nära State College i centra Pennsylvania. Där flyttade hon in tillsammans med sin mångåriga partner Robert Fenichel.

### Flytt till New York,Dykes to Watch Out For
Sommaren 1981 flyttade Bechdel till Manhattan (New York). Där sökte hon utan framgång in till ett antal konstskolor och försörjde sig under tiden via olika kontorssysslor på diverse förlag.
Bechdel började teckna Dykes to Watch Out For som en enrutors teckning under titeln "Marianne, dissatisfied with the morning brew: Dykes to Watch Out For, plate no. 27". ('Marianne, missnöjd med morgonbrygden: Flator att se upp för, fotografi nummer 27'). En bekant tipsade henne om att skicka in sina teckningar till den feministiska tidningen Womannews, som tryckte Bechdel för första gången i sitt juninummer (med omslagsdateringen July/August) 1983. Gradvis utvecklades enrutorsteckningen till hela seriestrippar och därefter flerstrippars avsnitt. Efter ett år i Womannews började också andra tidningar publicera Bechdels strippserie, och 1985 blev serien syndikerad.
Dykes to Watch Out For var en av de första tecknade serierna med lesbiska huvudpersoner, och via den fick läsarna en inblick i en urban lesbisk och queer kultur. Under tidiga år bestod den av avslutade "sketcher"/minihistorier utan återkommande seriefigurer eller en övergripande handling. Bit för bit började dock serien fokusera på en fast grupp av lesbiska seriefigurer med "Mo" i centrum, personer som tecknades vid en tid då Bechdel själv bodde i Saint Paul i Minnesota. Inledningsvis såg Bechdel seriefiguren "Mo" som en avatar för henne själv, men senare har hon upptäckt att hon mer beter sig som Mos flickvän Sydney. 1986 gav Firebrand Books ut en samlingsbok med strippar som publicerats fram till dess, och därefter fortsatte serien i syndikerat skick och med återkommande samlingsutgåvor. 1990 kunde Bechdel sluta med sitt "dagjobb" och försörja sig som serieskapare på heltid.
Serien Dykes to Watch Out For publicerades mellan 1983 och 2008 i olika amerikanska tidningar, och elva seriealbum i mindre format har givits ut. 2008 kom den stora samlingsvolymen The Essential Dykes to Watch Out For som innehåller serier från de tidigare albumen samt opublicerat material. Efter att Donald Trump 2016 valdes till USA:s president tecknade Bechdel tre nya avsnitt av serien, betitlade "Pièce de Résistance", "Postcards from the Edge" och "Things Fall Apart". 2023 fick serien ytterligare ett nytt liv genom att det dramatserades som en radiopjäs, distribuerad i poddformat.

### Bechdeltestet
I "The Rule", ett Dykes to Watch Out For-avsnitt från 1985, formulerades det så kallade Bechdeltestet. Testet är ett enkelt sätt att bedöma en films skildringar av kvinnor. I "The Rule" förklarar huvudpersonen "Mo" att hon bara ser filmer som:
1. har minst två kvinnliga rollfigurer
2. som pratar med varandra
3. … om något annat än en man

På engelska är testet ibland känt som Mo Movie Measure. Det har senare kompletterats med kriteriet att de två kvinnorna ska vara namngivna.
Bechdeltestet formulerades av en av Bechdels vänner men spreds inom större kretsar genom Bechdels serier. Bechdel menar själv att hon publicerade "testet" som ett humoristiskt inslag, men många har senare använt Bechdeltestet som ett seriöst och användbart kriterium för att bedöma filmproduktioner utifrån ett jämställdhetsperspektiv. Vissa har också jämfört testet med idén om "den manliga blicken", myntad 1975 av den feministiska filmvetaren Laura Mulvey.

### Självbiografiska serieromaner
2006 gav Bechdel ut den tecknade självbiografin Fun Home (2009 översattes den till svenska som Husfrid). Time beskrev den som: "en fantastisk självbiografi om en flicka som växer upp i en småstad med sin gåtfulla och perfektionistiska pappa och som långsamt förstår att a) hon är lesbisk och b) han är bög (…) Glöm genre och sexuell läggning: detta är ett mästerverk om två människor som lever i samma hus men i två skilda världar, och om deras märkliga skuld till varandra."
Boken placerade sig på The New York Times bestsellerlista, blev av Time omnämnd som en av årets tio bästa böcker och nominerades till National Book Critics Circle Award. 2009 kom den i svensk översättning, under titeln Husfrid. 2014 bearbetades den till en Broadway-musikal med samma titel, en pjäs som året efter fick tolv Tony-nomineringar och fem priser.
2012 publicerades den fria uppföljaren Are You My Mother? Denna gång kretsade historien kring Bechdels relation med sin mor samt psykoanalys som fenomen. Boken visar på en konflikt mellan jaget, modern och den konstnärliga skapelsen. I en terapiscen i boken, som pratar om en kommande produktion av densamma, meddelar seriefiguren Bechdel: "Jag kan inte skriva den här boken innan jag fått henne ur min skalle. Men det enda sättet att få henne ur min skalle är att skriva den här boken." Alison Bechdels mor avled året efter publicering av boken, som hon enligt beskrivningen i boken till slut accepterar. I likhet med Husfrid visar ofta bilderna upp en kompletterande historia än vad texten presenterar.
Under 2020-talet har Bechdel presenterat två serieböcker där hon utgått från sin egen person och hennes egna egenheter. 2021 kom The Secret to Superhuman Strength, där fokus låt på Bechdels strävan till personlig utveckling, samt tankar kring döden och hennes närmast maniska träningsintresse. Bechdel, som 60 års tid prövat på snart sagt alla ensamsporter och träningsmetod, försöker i boken markera samband mellan kreativitet, andlighet och ökade pulsslag.
Fyra år senare presenterades Spent, en lekfullt autofiktiv serieroman där Bechdel försöker se på sin egen person ur en utomståendes perspektiv. Boken beskriver en serieskapare vid namn Alison Bechdel som sköter en helgedom i Vermont för dvärggetter. Spent, vars titel syftar på sentida kapitalism, presenteras på omslaget med den på engelska dubbeltydiga benämningen comic novel ("komisk/serieroman"), och även kapiteltitlarna refererar tydligt till kapitalistiska fenomen. Boktiteln är också en referens till Bechdels egen med åldern ökande trötthet. Recensenten för The Atlantic har uppfattat boken som den tredje i en trio av memoarer, där de två första delarna handlar om Bechdels barndomsfamilj och den sista delen hennes egen "valda" familj som vuxen.

### Övrigt tecknande
Alison Bechdel har tecknat serier för bland annat The New York Times Book Review, Granta, Slate och Entertainment Weekly. Hon samarbetar ofta med och för den Vermont-baserade alternativa veckotidningen Seven Days.

## Influenser
2001 beskrev Bechdel ett antal olika inspirationskällor till hennes konstnärliga och litterära verksamhet. Som barn formades hennes bildvärld av namn som Chas. Addams, tidningen Mad, Norman Rockwell och Edward Gorey.
Som 22-åring hittade hon ett nummer av Gay Comix, en serietidning med Howard Cruse som redaktör. I tidningen tog hon intryck av tidiga homosexuella serieskapare som Cruse, Mary Wings, Jennifer Camper och Jerry Mills, något som gav Bechdel idén att teckna serier om hennes eget "queera" liv.
Stilmässigt har Bechdels främst inspirationskällor varit Hergé och Robert Crumb.

## Privatliv
Bechdel kom ut som lesbisk vid 19 års ålder. Hennes sexualitet och non-konformativa könsidentitet spelar en viktig roll i grundbudskapet i hennes verk; hon har sagt att "det hemligt subversiva målet med mina verk är att visa att kvinnor, inte bara lesbiska, är vanliga människor."
I februari 2004 gifte ingick Bechdel äktenskap med Amy Rubin, hennes flickvän sedan 2004, vid en borgerlig vigsel i San Francisco. Senare ogiltigförklarade Kaliforniens högsta domstol äktenskapsbevis som utfärdats vid denna tid i San Francisco. Bechdel och Rubin separerade 2006. Därefter var Bechdel sambo med sin partner, bildkonstnären Holly Rae Taylor, under 7 1/2 års tid – fram till parets giftermål i juli 2015.
Bechdel bor i Bolton i Vermont, i ett hus som hon köpte 1996 och där hon byggt till en ateljé för sitt serieskapande. Bechdel beskriver sig själv som hon/henne.